# ローベルト・トマスヘク
ローベルト・トマスヘク（Róbert Tomaschek、1972年8月25日 - ）は、スロバキア・ニトラ出身の元同国代表サッカー選手。現役時代のポジションはMF。

## 経歴
現役時代は主にŠKスロヴァン・ブラチスラヴァでプレーし、公式戦156試合に出場して4つのリーグ優勝と3度の国内カップ優勝を果たした。
スロバキア代表としては、1994年からレギュラーとして活躍し、史上初めて国際Aマッチ50試合に出場したスロバキア人という記録も残した。

## タイトル

### クラブ
スロヴァン・ブラチスラヴァ
- スペルリーガ : 4回 (1993-94, 1994-95, 1995-96, 1998-99)
- スロヴェンスキー・ポハール : 3回 (1993-94, 1996-97, 1998-99)